# Kasteel Limnander

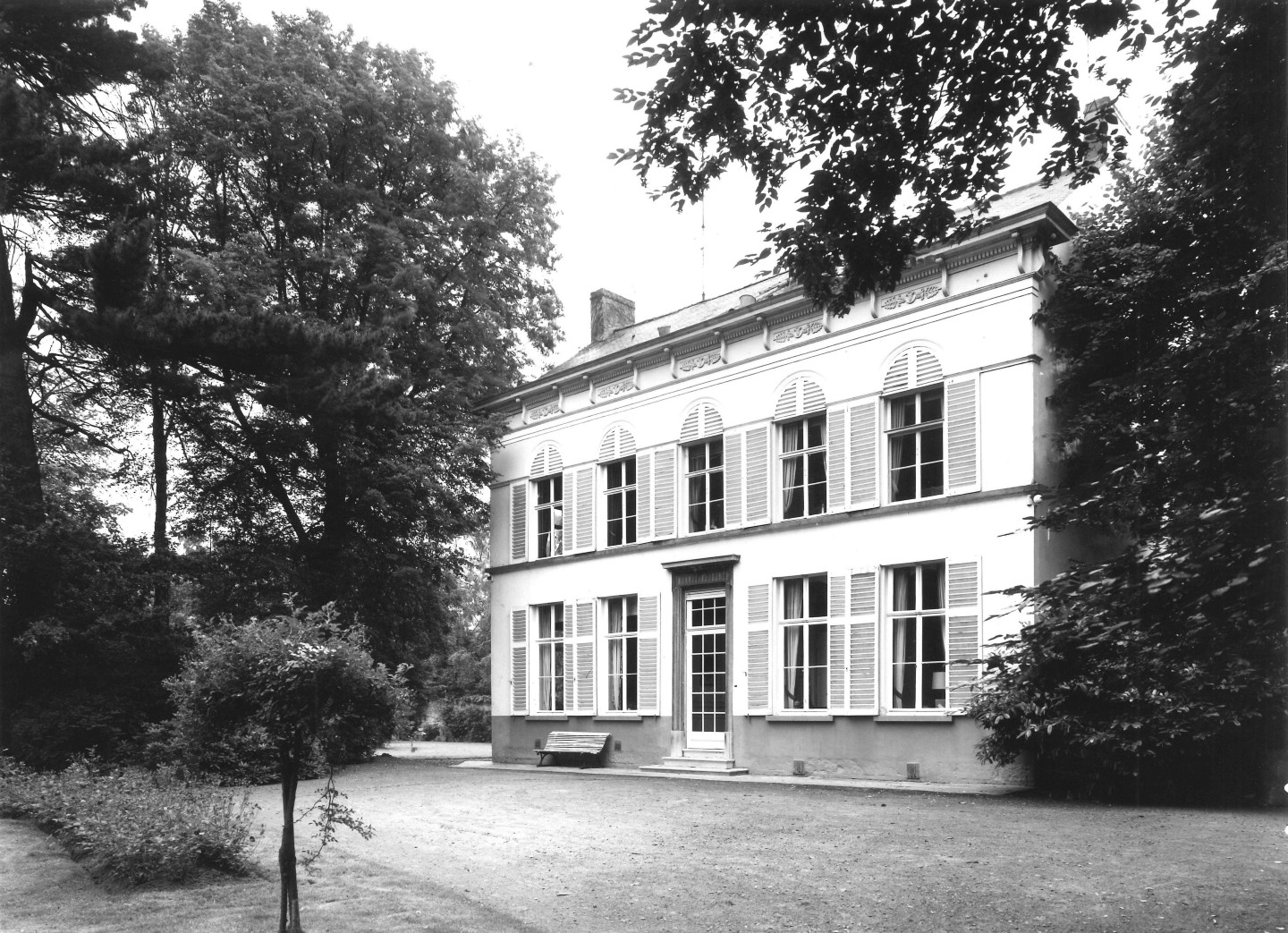
Kasteel Limnander

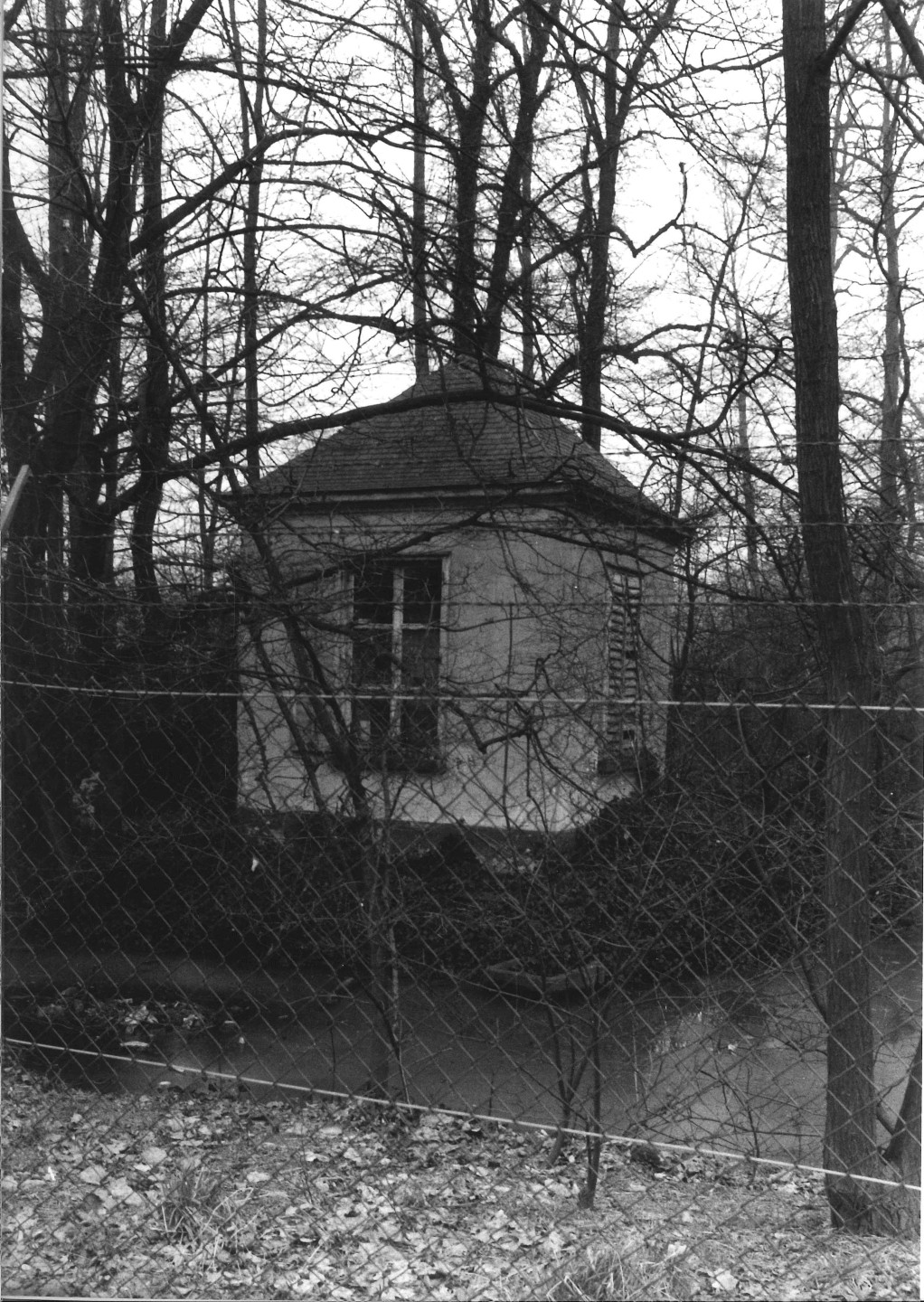
Gloriëtte

Het Kasteel Limnander (ook: Kasteel Bossu) is een kasteel in de tot de gemeente Gent behorende plaats Gentbrugge, gelegen aan Voordries 16.
Het kasteel is een huis in empirestijl, van begin 19e eeuw, dat zich achter in een tuin bevindt. Van belang zijn de hal en een rijkversierd salon in late Lodewijk XVI-stijl.
Bij het kasteel is een dienstvleugel aangebouwd met woningen voor personeel en een koetshuis. Verder is er een tuinmanswoning en er is een bescheiden vierkante gloriëtte van 1882.